# Balamku
Balamku è un piccolo sito archeologico Maya scoperto nel 1990, localizzato nello stato messicano del Campeche.
Il nome significa "Giaguaro Nero" in lingua maya. Venne occupato a partire dal 300 a.C. Le costruzioni più importanti sono datate dal 300 al 600. La scoperta più interessante è il Tempio degli Stucchi, in quanto gli scavi hanno scoperto un dipinto intatto lungo 20 metri datato al 550-650, che mostra creature mitologiche, rane giganti, serpenti e giaguari.